# 反恐特战队之天狼
《反恐特战队之天狼》（英語：Anti-Terrorism Special Forces The Wolves），2019年中国军旅片。是《反恐特战队》的第三部曲，由杨旭文、代斯、魏晨、周庭伊、李幼斌、石兆琪领衔主演，爱奇艺于2019年4月30日首播。

## 劇情
系列第三季，主題為網路超限戰爭
近未來的世界，5G訊號、VR實境、潮湧式寬頻等網路科技都已發達進入家家戶戶，線上線下世界融為一體，同時依附於先進網路世界的恐怖活動日益猖獗，武警反恐特戰隊成立了高科技天狼分隊，除了前線戰鬥兵外另有高科技機房的後方支援。
一個名為「超級市場」的深層暗網交易平台正崛起，提供各種軍火、恐怖活動資訊、恐怖人員招募等服務，武警偵查員潛入敵後取得情報，情急下將訊息藏於著名VR網路遊戲地獄獵手的關卡中，天狼分隊的網路戰女兵朱丽彤潛入遊戲收回資料，但遇到了正在打通關的高段玩家秦晓阳、唐石產生短暫虛擬戰鬥之後兩人急著通關才撤退，但戰鬥能力給她留下深刻印象。同時南亞昆塔恐怖組織的首領班猜由於中國武警和烏茲別克的反恐聯合圍剿條約，屢屢受創，決定從超級市場購買一個營的軍火反撲。得力於朱丽彤取回的情報，天狼分隊特種兵於海上攔截到他們走私船，多數團夥在戰鬥中被滅但指揮員常建安決定故意放走班猜以追蹤釣大魚。
班猜惱羞成怒，調查出在馬來西亞留學的常建安女兒玫玫，決定從她下手，一場橫跨國際與網際的新時代反恐大戰即將拉開序幕。

## 播出时间
| 频道       | 所在地   | 播映日期      | 播出时间                             | 备注 |
| ---------- | -------- | ------------- | ------------------------------------ | ---- |
| 爱奇艺     | 中国大陆 | 2019年4月30日 | 每週二到週五 20:00                   |      |
| 爱奇艺频道 | 马来西亚 | 2019年9月2日  | 星期一至二 22:00 - 00:00（两集连播） |      |

## 演员列表

### 主要演员
| 演員   | 角色   | 介紹 |
| 杨旭文 | 秦晓阳 |      |
| 代斯   | 姜玫   |      |
| 魏晨   | 唐石   |      |
| 周庭伊 | 宋安琪 |      |
| 李幼斌 | 王铎   |      |
| 石兆琪 | 常建安 |      |

### 其他演员
| 演員   | 角色   | 介紹 |
| 缪海梅 | 朱丽彤 |      |
| 孙振宸 | 段宇哲 |      |
| 王帅博 | 班猜   |      |
| 岳鹏飞 | 赵大鹏 |      |
| 魏宸靓 | 徐筱雨 |      |

## 電視劇歌曲
| 曲序 | 曲目               |              | 作曲                   | 演唱   |
| ---- | ------------------ | ------------ | ---------------------- | ------ |
| 1.   | 〈擁抱〉（片尾曲） | 何睿         | 何睿                   | 周庭伊 |
| 2.   | 〈我們在改變〉     | 韓星洲       | 韓星洲                 | 魏晨   |
| 3.   | 〈不變〉           | 張暢、張鵬鵬 | Lee McCatcheon, Mick P | 魏晨   |
| 4.   | 〈心戀〉           | 尤小剛       | 卞留念                 | 周庭伊 |
| 5.   | 〈為你存在〉       | 林喬、金小k  | 岑思源                 |        |